# Luigi Gottifredi
Alessandro Luigi Gottifredi (3 de mayo de 1595-12 de marzo de 1652), también conocido como Aloysius Gottifredi, fue un jesuita italiano, noveno Prepósito General de la Compañía de Jesús entre el 21 de enero y el 12 de marzo de 1652.
El padre Gottifredi murió en Roma menos de dos meses después de haber sido elegido prepósito general de los jesuitas, sin que la X Congregación General que lo eligió se hubiera disuelto. De esta manera, la X Congregación General es la única en haber elegido dos superiores ya que, tras la muerte de Gottifredi, los mismos electores procedieron a elegir a su sucesor.
Gottifredi había destacado previamente como profesor de teología y rector del Collegio Romano, y más tarde como secretario de la Sociedad durante el gobierno de Mutio Vitelleschi, visitador de la provincia napolitana, y prepósito de las de Bélgica y Roma.